# Tectaria humbertiana
Tectaria humbertiana är en ormbunkeart som beskrevs av Tard. Tectaria humbertiana ingår i släktet Tectaria och familjen Tectariaceae. Inga underarter finns listade.